# Onafhankelijkheid (kansrekening)
In de kansrekening betekent het begrip statistische onafhankelijkheid intuïtief gezien dat bij twee gebeurtenissen het al dan niet optreden van de ene gebeurtenis geen invloed heeft op de kans dat de andere gebeurtenis voorkomt. Hetzelfde begrip kan ook op stochastische variabelen toegepast worden.

## Intuïtieve verklaring
Als we willekeurig een mens op aarde aanwijzen, is de kans dat het een vrouw is ongeveer gelijk zijn aan 1/2. Vertelt iemand ons dat de aangewezen persoon uit Afrika komt, dan nog zal het in ongeveer de helft van de gevallen een vrouw blijken te zijn, dat wil zeggen ook dan zal de kans op een vrouw ongeveer 1/2 zijn. Anders wordt het voor de kans op een donkere huidskleur. Deze kans is kleiner voor een willekeurige wereldburger dan een willekeurig gekozen persoon uit Afrika. Het optreden van de gebeurtenis A(frika) verandert niets aan de kans op de gebeurtenis V(rouw), maar wel aan de kans op de gebeurtenis D(onkere huidskleur). Daarom worden de gebeurtenissen A en V onafhankelijk of onderling onafhankelijk genoemd. De gebeurtenissen A en D daarentegen heten afhankelijk of onderling afhankelijk. Een definitie wordt meestal in termen van het gelijktijdig optreden van beide gebeurtenissen gegeven, waaruit de bovengenoemde eigenschap volgt.

## Onafhankelijkheid van gebeurtenissen

### Definitie
In een kansruimte heten de gebeurtenissen {\displaystyle A} en {\displaystyle B} onderling onafhankelijk als de kans op gelijktijdig optreden het product is van de kansen op afzonderlijk optreden, dus:
{\displaystyle P(A\cap B)=P(A)P(B)}.
Twee gebeurtenissen die niet onderling onafhankelijk zijn heten onderling afhankelijk. Meestal zegt men kort dat de gebeurtenissen afhankelijk of onafhankelijk zijn in plaats van onderling afhankelijk of onderling onafhankelijk.

### Eigenschap
Uit de definitie volgt voor onafhankelijke gebeurtenissen {\displaystyle A} en {\displaystyle B}:
{\displaystyle P(B|A)={\frac {P(A\cap B)}{P(A)}}={\frac {P(A)P(B)}{P(A)}}=P(B)}.
Daaruit is te zien dat als de gebeurtenissen {\displaystyle A} en {\displaystyle B} onderling onafhankelijk zijn, de voorwaardelijke kans van optreden van {\displaystyle B} gegeven dat {\displaystyle A} opgetreden is, gelijk is aan de onvoorwaardelijk kans op het optreden van {\displaystyle B}. Dit is precies de eigenschap die in de inleiding is genoemd.
Deze eigenschap wordt ook wel gebruikt als definitie van onafhankelijkheid, waarna de definitie hierboven de productregel wordt genoemd.

### Generalisatie
Het is ook mogelijk van de onafhankelijkheid van meer dan twee gebeurtenissen te spreken.

#### Paarsgewijze onafhankelijkheid
De gebeurtenissen in een al dan niet eindige verzameling {\displaystyle \{A_{i}\}} heten paarsgewijs onafhankelijk, als elk tweetal onderling onafhankelijk is. Paarsgewijze onafhankelijkheid is niet voldoende om elke afhankelijkheid tussen de gebeurtenissen in {\displaystyle \{A_{i}\}} uit te sluiten. Voor volledige onderlinge onafhankelijkheid is daarom meer vereist.

#### Onderlinge onafhankelijkheid
De gebeurtenissen in een al dan niet eindige verzameling {\displaystyle \{A_{i}\}} heten onafhankelijk, als voor elke eindige deelverzameling {\displaystyle \{A_{i_{1}},\ldots ,A_{i_{n}}\}} geldt:
{\displaystyle P\left(A_{i_{1}}\cap \ldots \cap A_{i_{n}}\right)=P(A_{i_{1}})\cdot \ldots \cdot (A_{i_{n}})}
Voor drie gebeurtenissen {\displaystyle A,\ \ B} en {\displaystyle C} houdt dit in dat ze paarsgewijze onafhankelijk zijn, als:
{\displaystyle P(A\cap B)=P(A)P(B),\ \ P(A\cap C)=P(A)P(C)} en {\displaystyle P(B\cap C)=P(B)P(C)}.
Geldt bovendien dat
{\displaystyle P(A\cap B\cap C)=P(A)P(B)P(C)},
dan is het drietal onderling onafhankelijk.

## Voorbeeld
We werpen twee keer kop of munt en wel zo dat de tweede worp onafhankelijk van de eerste gebeurt. De onafhankelijkheid van de worpen bewerkstelligt dat gebeurtenissen betreffende de eerste worp onafhankelijk zijn van gebeurtenissen betreffende de tweede worp. De uitkomstenruimte is: {\displaystyle \{KK,KM,MK,MM\}}, waarbij de letters {\displaystyle K} voor kop en {\displaystyle M} voor munt achtereenvolgens de uitkomsten van de eerste en de tweede worp aangeven. Door de onafhankelijke worpen hebben we ervoor gezorgd dat elke uitkomst een kans 1/4 heeft. We bekijken de gebeurtenissen:
{\displaystyle A=\{KK,KM\}}, de uitkomst van de eerste worp is kop
{\displaystyle B=\{KK,MK\}}, de uitkomst van de tweede worp is kop
{\displaystyle C=\{KK,MM\}}, de uitkomsten van de beide worpen zijn gelijk
Het drietal is paarsgewijs onafhankelijk, immers:
{\displaystyle P(A\cap B)=P(\{KK\})={\tfrac {1}{4}}=P(A)P(B)}
{\displaystyle P(A\cap C)=P(\{KK\})={\tfrac {1}{4}}=P(A)P(C)}
{\displaystyle P(B\cap C)=P(\{KK\})={\tfrac {1}{4}}=P(B)P(C)}
Het is duidelijk dat als zowel {\displaystyle A} als {\displaystyle B} zich heeft voorgedaan, het zeker is dat ook {\displaystyle C} is gebeurd. De drie gebeurtenissen lijken niet volledig onafhankelijk. Inderdaad is:
{\displaystyle P(A\cap B\cap C)=P(\{KK\})={\tfrac {1}{4}}\neq P(A)P(B)P(C)={\tfrac {1}{8}}}

## Onafhankelijkheid van stochastische variabelen
Onafhankelijkheid is ook voor stochastische variabelen gedefinieerd en weer op basis van de onafhankelijkheid van gebeurtenissen. Twee stochastische variabelen heten onafhankelijk als elke gebeurtenis die de een betreft onafhankelijk is van elke gebeurtenis die de ander betreft. 

### Definitie
De stochastische variabelen {\displaystyle X} en {\displaystyle Y} heten onafhankelijk als voor alle {\displaystyle B_{1}} en {\displaystyle B_{2}} de gebeurtenissen;
{\displaystyle \{X\in B_{1}\}} en {\displaystyle \{Y\in B_{2}\}}
onderling onafhankelijk zijn.
Als {\displaystyle X} integreerbaar is, dat wil zeggen een verwachting heeft, is dit gelijkwaardig met de eis dat de voorwaardelijke verwachting van {\displaystyle X} ten opzichte van {\displaystyle Y}, een constante is.
Stochastische variabelen die niet onderling onafhankelijk zijn heten onderling afhankelijk. Bij stochastische variabelen zegt men ook meestal dat ze afhankelijk of onafhankelijk zijn in plaats van onderling afhankelijk of onderling onafhankelijk.

### Eigenschap
De definitie is equivalent met de formulering: {\displaystyle X} en {\displaystyle Y} zijn onafhankelijk als voor alle {\displaystyle x} en {\displaystyle y} geldt:
{\displaystyle F_{X,Y}(x,y)=F_{X}(x)F_{Y}(y)}.
Als {\displaystyle X} en {\displaystyle Y} beide discreet zijn, kan deze formulering nog worden vereenvoudigd tot: {\displaystyle X} en {\displaystyle Y} zijn onafhankelijk als voor alle {\displaystyle x} en {\displaystyle y} geldt:
{\displaystyle P(X=x\cap Y=y)=P(X=x)P(Y=y)}.